# Yakovlev Yak-38
O Yakovlev Yak-38 (russo: Яковлев Як-38; OTAN: Forger) foi o único caça de ataque STOLV operacional da Marinha Soviética, além de ser a primeira aeronave de asa fixa transportada em porta-aviões. Foi desenvolvido especificamente para uso em porta-aviões de Classe Kiev.

## Características gerais
O Yak-38 foi desenvolvido como caça para uso marítimo específico, possibilitando emprego em porta-aviões sem salto de esqui como forma de propulsão. Sua construção teve a busca por compatibilidade com a marinha soviética do período, porém provou-se péssima capacidade de uso, falta de funcionalidade em climas quentes, raio operacional de 100km, alto consumo de combustível em voo vertical, baixa confiabilidade dos motores (cerca de 22 horas de vida) e ruins controles de superfície.
Possuía dois motores RD36-35FV montados atrás do cockpit para levantar a aeronaves verticalmente, sendo um R27V-300 disposto na parte inferior como principal sistema de propulsão. O piloto ficava disposto sobre um assento ejetor K-36. Continha um sistema simples de IFF, navegação e gravação de voo. Não possuía sistema de radar ou disparo, só uma mira para disparos de canhão e mísseis.

## História operacional
O Yak-38 teve presença na Guerra do Afeganistão (1979–1989), demonstrando ter baixo alcance operacional, pouca capacidade de carregamento, difícil manutenção, não confiável e difícil de voar. O difícil clima do Afeganistão, com grandes tempestades de areia incapacitavam as decolagens e pousos da aeronave, sendo sua função trocada para helicópteros.